# Yountville
Yountville is een plaats (town) in de Amerikaanse staat Californië, en valt bestuurlijk gezien onder Napa County.

## Demografie
Bij de volkstelling in 2000 werd het aantal inwoners vastgesteld op 2916.
In 2006 is het aantal inwoners door het United States Census Bureau geschat op 3311, een stijging van 395 (13,5%).

## Geografie
Volgens het United States Census Bureau beslaat de plaats een oppervlakte van
4,2 km², geheel bestaande uit land. Yountville ligt op ongeveer 30 m boven zeeniveau.

## Plaatsen in de nabije omgeving
De onderstaande figuur toont nabijgelegen plaatsen in een straal van 16 km rond Yountville.